# Hugo Preuß

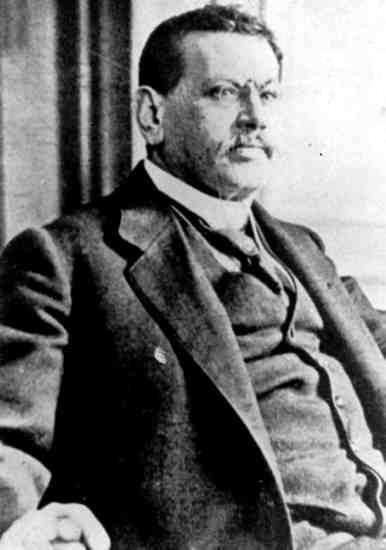
Hugo Preuß

Hugo Preuß (Berlín, 28 de octubre de 1860 -  ibidem, 9 de octubre de 1925) fue un jurista y político alemán.
Miembro del Partido Democrático Alemán (DDP), fue Ministro del Interior en 1919.

## Biografía
Miembro del Partido Democrático Alemán (DDP), fue Secretario de Estado en la Oficina Imperial del Interior del 15 de noviembre de 1918 al 13 de febrero de 1919 y Ministro Imperial del Interior en el gabinete de Philipp Scheidemann del 13 de febrero al 20 de junio de 1919.
Generalmente es considerado el "padre" de la Constitución de Weimar, aunque la versión finalmente adoptada fue considerablemente más federalista que el primer borrador presentado por Preuss en nombre del gabinete.
También fue profesor de derecho en la Universidad Humboldt de Berlín.